# Herremand
 Der er for få eller ingen kildehenvisninger i denne artikel, hvilket er et problem. Du kan hjælpe ved at angive troværdige kilder til de påstande, som fremføres i artiklen.

Ordet Herremand er i Danmark opstået omkring år 1200, som betegnelse for mænd der mod løn eller privilegier (især skattefrihed) tjente herren – en konge eller en fyrste, som kriger eller embedsmand. De blev senere kaldt adelsmænd, og ordet herremand fik nærmere betydningen godsejer.